# 植物园 (电影)
《植物园》，法国、加拿大合拍的电影。编剧、导演为中国旅法作家戴思杰，投资、制片盧·贝松。影片2005年拍摄，2006年由欧罗巴电影公司发行。影片以中国的女同性戀为题材，在市场宣传时号称“女版的《斷背山》”或“中国的《斷背山》”。

## 片名
影片的中文片名为《植物园》，法语片名为 （植物学家的女孩们），英语片名为 （中国植物学家的女儿们）。
这部影片的中文片名还有一些版本是从法语或者英语片名翻译过来的，包括《植物学家的中国女孩》、《植物学家的女儿》、《植物学家的女儿们》、《植物园里的中国女孩》等等。

## 故事梗概
李明是一个中、俄混血的唐山大地震孤儿。她被派到南方一个叫昆林的地方进行中草药学业的实习。她的指导老师陈教授在一个小岛上和女儿陈安一起管理一个植物园。李明和陈安暗起情愫。两人在一座佛教寺院中购买了108只鸽子放生，以求一生一世在一起。陈安的哥哥陈旦是一个在西藏驻军的解放军下级军官，在探家的期间爱上了李明。李明和陈安为了长相厮守，嫁给了不能带家属随军的陈旦，但在婚礼之前。陈安和李明互相给对方奉献了贞操。陈旦在蜜月期间发现李明不是处女，在逼问原因未得之后殴打了李明。李明逃回植物园。李明和陈安互相的同性恋关系终于被陈教授撞破。教授怒火中烧，要手刃李明，但被陈安从背后用钝器击倒。教授因而心脏病发作。在死去之前，教授对司法部门的人说，杀死他的不是心绞痛，而是一个他的女儿和儿媳罹患的疾病：同性恋。法院于是判处陈安和李明死刑立即执行。兩人之骨灰隨後依其遺願一同被撒入大海。

## 主要演员
- 米兰妮·让帕诺依：饰李明。这个演员是一个中、法混血的模特。
- 李小冉：饰陈安
- 林栋甫：饰陈教授

## 争议
- 由于同性恋题材的敏感，电影没有被批准在中国拍摄。戴思杰转而在越南拍摄此片，以求环境的类似。
- 法院的审判长宣判：“一桩畸型的同性爱情的发生，导致了我国著名植物学家的死亡，陈安、李明罪责难逃；于国法不容，于天理不容，于人情不容，于社会不容，必须受到严惩。”于是判处二人死刑。这被认为显然不合中国法律[1]。
- 影片时间混乱。唐山大地震时李明3岁，所以影片应该是1990年代中期的故事。但片中政治性标语比比皆是，一只八哥常说“毛主席万岁”等等，好像文革结束不久的样子[2]。

影片里街上出现过的摩托车和最后法院里停着的摩托车明显是20世纪后的车型，蛋蛋的军装也与时代不符。

## 获奖
- 2006年加拿大蒙特利尔电影节最佳影片提名，最佳艺术贡献奖（摄影），观众奖（戴思杰）
- 2007年加拿大多伦多同性恋电影电视节最佳加拿大电影电视奖

## 外部連結
- 李小冉：回忆《植物园》 （页面存档备份，存于）